# Карло Галлі
Карло Галлі (італ. Carlo Galli, 6 березня 1931, Монтекатіні-Терме — 6 листопада 2022, Рим) — колишній італійський футболіст, нападник.
Насамперед відомий виступами за клуби «Рома» та «Мілан», а також національну збірну Італії.
Дворазовий чемпіон Італії.

## Клубна кар'єра
У дорослому футболі дебютував 1949 року виступами за команду клубу «Палермо», в якій провів два сезони, взявши участь у 45 матчах чемпіонату.
Своєю грою за цю команду привернув увагу представників тренерського штабу клубу «Рома», до складу якого приєднався 1951 року. Відіграв за «вовків» наступні п'ять сезонів своєї ігрової кар'єри. Більшість часу, проведеного у складі «Роми», був основним гравцем атакувальної ланки команди. У складі «Роми» був одним з головних бомбардирів команди, маючи середню результативність на рівні 0,43 голу за гру першості.
1956 року уклав контракт з клубом «Мілан», у складі якого провів наступні п'ять років своєї кар'єри гравця. Граючи у складі «Мілана» також здебільшого виходив на поле в основному складі команди. У новому клубі був серед найкращих голеодорів, відзначаючись забитим голом у середньому щонайменше в кожній третій грі чемпіонату. За цей час двічі виборював титул чемпіона Італії.
Згодом з 1961 по 1963 рік грав у складі команд клубів «Удінезе» та «Дженоа».
Завершив професійну ігрову кар'єру в клубі «Лаціо», за команду якого виступав протягом 1963—1966 років.

## Виступи за збірну
1953 року дебютував в офіційних матчах у складі національної збірної Італії. Протягом кар'єри у національній команді, яка тривала 7 років, провів у формі головної команди країни лише 13 матчів, забивши 5 голів. У складі збірної був учасником чемпіонату світу 1954 року у Швейцарії.
| Дата       | Місто    | Господарі      | Результат | Гості             | Турнір                   | Голи | Примітки      |
| ---------- | -------- | -------------- | --------- | ----------------- | ------------------------ | ---- | ------------- |
| 17/05/1953 | Рим      | Італія         | 0 – 3     | Угорщина          | Кубок Центральної Європи | -    |               |
| 11/04/1954 | Париж    | Франція        | 1 – 3     | Італія            | товариський матч         | 2    |               |
| 17/06/1954 | Лозанна  | Швейцарія      | 2 – 1     | Італія            | ЧС 1954 - 1-й етап       | -    |               |
| 20/06/1954 | Луґано   | Бельгія        | 1 – 4     | Італія            | ЧС 1954 - 1-й етап       | 1    |               |
| 05/12/1954 | Рим      | Італія         | 2 – 0     | Аргентина         | товариський матч         | 1    |               |
| 16/01/1955 | Барі     | Італія         | 1 – 0     | Бельгія           | товариський матч         | -    |               |
| 30/03/1955 | Штутгарт | ФРН            | 1 – 2     | Італія            | товариський матч         | -    |               |
| 29/05/1955 | Турин    | Італія         | 0 – 4     | Югославія         | Кубок Центральної Європи | -    | вийшов на 39' |
| 25/04/1957 | Рим      | Італія         | 1 – 0     | Північна Ірландія | Відбір до ЧС 1958        | -    |               |
| 09/11/1958 | Париж    | Франція        | 2 – 2     | Італія            | товариський матч         | -    |               |
| 13/12/1958 | Генуя    | Італія         | 1 – 1     | Чехословаччина    | Кубок Центральної Європи | 1    |               |
| 06/05/1959 | Лондон   | Англія         | 2 – 2     | Італія            | товариський матч         | -    |               |
| 01/11/1959 | Прага    | Чехословаччина | 2 – 1     | Італія            | Кубок Центральної Європи | -    |               |
| Усього     |          | Матчів         | 13        |                   | Голів                    | 5    |               |

## Титули та досягнення
- Чемпіон Італії (2):

«Мілан»: 1956–57, 1958–59